# أبو بكر شاه
أبو بكر خان بن ظفر خان بن فيروز شاه. هو السلطان الخامس للسلالة التغلقية حكام سلطنة دلهي. اعتلى عرش السلطنة بعد أن قام بخلع وقتل السلطان غياث الدين تغلق خان الثاني في صفر 791 هـ/1389م، وأصبح اسمه بعدها «أبو بكر شاه». وبعد جلوسه على العرش أخذ عمه محمد شاه (الذي فر سابقاً في حياة والده السلطان فيروز) يعمل على الاستيلاء على دهلي، فهجم عليها ثلاث مرات انتهت بانتصاره، فقام بسجن أبو بكر في إحدى القلاع في سنة 793 هـ/1390م حتى مات فيها.

## اعتلاؤه العرش
اعتلى أبو بكر بن ظفر خان العرش في صفر 791 هـ/1389م، وذلك بعد أن قام بخلع السلطان تغلق خان في السنة المذكورة، ويرجع السبب في خلعه حسب المصادر أنه اشتد في معاملة المقربين منه من الأمراء ورجال الدولة وقام بسجن أخيه، ما دفع أبو بكر خان أن يخرج عليه بسبب خوفه منه، ورافقه نائب الوزير «ملك ركن الدين» وأمراء آخرون، فقام بقلته واستولى على العرش.

## توطيد الحكم
بعد أن رُفع أبو بكر إلى السلطنة عين «ملك ركن الدين» وزيراً له، وبعد فترة علم السلطان أن الوزير ركن الدين يحاول الانقلاب عليه وأن يصبح سلطاناً؛ إلا أن السلطان أبو بكر سبقه وقام بقتله وقتل من قام بمعاونته، فأحكم السيطرة على دلهي، وظهرت علامات غلبته أيضاً، في السيطرة على الأفيال وخزائن السلاطين.

## هجمات محمد شاه

### الهجمة الأولى
علم السلطان بعد أن قام بتوطيد حكمه أن أمراء «سامانه» قتلوا «ملك سلطان شاه خوشدل» حاكم سامانه بطعنة خنجر في 24 صفر 791 هـ/1389م، ونهبوا بيته، وأرسلوا رأسه إلى الأمير محمد شاه في نكركوت، وذهب محمد شاه إلى سامانه، وجلس على العرش (للمرة الثانية) في ربيع الأول 791 هـ/1389م، وجدد أمراء سامانه البيعة له، والتحق به أيضاً بعض أمراء دلهي بعد تركهم لأبي بكر شاه، وتجمع حول محمد شاه عشرون ألف من الفرسان والمشاة، وانطلق صوب دلهي، وعند وصوله إلى نواحي المدينة كان جيشه قد بلغ خمسين ألف فارس. نزل السلطان محمد شاه بقصر جهان نما في 25 ربيع الآخر سنة 791 هـ، واتجه أبو بكر شاه وجيشه لمواجهة جيش محمد شاه في فيروز آباد، والتحمت الجيوش في 2 جمادى الأول 791 هـ. وانتهت المعركة بهزيمة محمد شاه.

### الهجمة الثانية
وفي شهر شعبان 791 هـ خرج محمد شاه لمقاتلة أبي بكر شاه مرة أخرى، وبرفقة عدد كبير من الأمراء، وبلغ عدد جيشه خمسين ألف. إلا أن محمد شاه هُزم مرة أخرى في هذه الواقعة.
في محرم 792 هـ اجتمع الأمير «همايون خان» مع عدة أمراء آخرين وجاءوا إلى باني بت وخربوا ما حول دلهي، فأرسل أبو بكر شاه «عماد الملك» مع أربعة آلاف فارس، وتقابلا في نواحي باني بت، وهُزم جيش الأمير همايون خان، وذهب إلى سامانه.

### الهجمة الثالثة
توجه أبو بكر شاه بجيشه في شهر جمادى الأولى من سنة 792 هـ لدفع جيش محمد شاه في «جليسر»، ونزل على مقربة من دلهي، وفي هذه الأثناء كان محمد شاه قد ترك أكثر الجيش في «جليسر»، وانفصلت جماعة من أربعة آلاف مقاتل، وتوجهوا إلى دلهي من طريق آخر، وقاتلوا القوة التي تركها أبو بكر شاه لحراسة أبواب المدينة، فأشعل محمد شاه النار في بوابة «بداون»، ودخل المدينة ونزل في قصر همايون. وما أن وصل الخبر لأبي بكر شاه فتوجه في نفس اليوم من نفس الطريق، فدخل المدينة بجيشه وقتل «ملك بهاء الدين جنكي» الذي تركه محمد شاه لحراسة الأبواب، وتوجه إلى قصر همايون، فتبنه له محمد شاه ففر، وعاد إلى جيشه في «جليسر». وقبض أبو بكر شاه على بعض أمراء محمد شاه وقام بقتلهم.

## خلعه وسجنه
اختلف أبو بكر شاه مع «ميسرخت سلطاني»، وتمرد عليه بعض الأمراء، وأرسلوا رسائل في الخفاء إلى محمد شاه، فأصبح أبو بكر ضعيفاً، فخرج في رمضان 792 هـ من مدينة العرش دلهي وتوجه إلى «بهادر ناهر» في «كوتله» وطلب منه المساعدة، وترك على المدينة «ملك شاهين عماد الملك» و«ملك بحري» و«صفدر خان سلطاني».
وصلت لمحمد شاه رسالة «ميسرخت» وغيره في السادس عشر من رمضان من نفس العام، تخبره أن أبو بكر قد رحل إلى «كوتله». ودخل محمد شاه في 19 رمضان وجلس على العرش في فيروز آباد، وجعل «ميسرخت سلطاني» وزيراً له ولقبه بإسلام خان.
عمل محمد شاه على تنظيم أمره، وجمع الجيش، فاشتد ساعده. فأرسل أمرائه ووزيره «اسلام خان» لمهاجمة أبي بكر، وفي محرم سنة 793 هـ، وبعد مناوشات بينهم، استطاعوا القبض على أبي بكر ومضيفه «بهادر ناهر» وأوقعوهم في الأسر، وعفى السلطان محمد شاه عن بهادر ناهر، وبقي أبو بكر شاه في الأسر حتى وفاته. وقد كانت مدة سلطنته سنة ونصف.